# Брефельд, Оскар
Юлиус Оскар Брефельд (нем. Julius Oscar Brefeld; 1839—1925) — немецкий миколог.

## Биография
Оскар Брефельд родился 19 августа 1839 года в городе Тельгте в Германии. Учился в Гейдельбергском и Берлинском университетах, в 1863 году стал ассистентом Генриха Антона де Бари в Университете Галле. В 1868 году Брефельд стал доктором философии. В 1873 году он начал преподавать ботанику в Берлинском университете. В 1876 году Оскар был назначен доцентом в Лесном исследовательском институте в Эберсвальде. В 1882 году Оскар Брефельд стал профессором Вестфальского университета в Мюнстере и директором Мюнстерского ботанического сада. В 1896 году Юлиус Оскар Брефельд женился. В том же году у него началась глаукома. В 1898 году он сменил Фердинанда Юлиуса Кона на посту профессора Университета Бреслау. В 1902 году жена Брефельда умерла, Оскар из-за проблем со зрением ушёл с поста профессора Вестфальского университета. Через 5 лет он ушёл и из Университета Бреслау. К 1910 году он полностью потерял зрение, его помощники продолжили издавать научные книги под диктовку Брефельда. Юлиус Оскар Брефельд скончался 12 января 1925 года в Берлине.

## Организмы, названные именем О. Брефельда
- Brefeldia Rostaf., 1873
- Brefeldiella Speg., 1889
- †Brefeldiellites Dilcher, 1965
- Brefeldiopycnis Petr. & Cif., 1932
- Brefeldochium Verkley, 2005
- Oscarbrefeldia Holterm., 1898
- Chaetocladium brefeldii Tiegh. & G.Le Monn., 1873
- Chalara brefeldii Lindau, 1906 [syn.  Polyscytalum fungorum Sacc., 1886]
- Conidiobolus brefeldianus Couch, 1939
- Dictyostelium brefeldianum H.Hagiw., 1984
- Entyloma brefeldii Krieg., 1896 [syn.  Ustilentyloma brefeldii (Krieg.) Vánky, 1991]
- Hypochnus brefeldii Sacc., 1891
- Penicillium brefeldianum B.O.Dodge, 1933 [syn.  Eupenicillium brefeldianum (B.O.Dodge) Stolk & D.B.Scott, 1967] — продуцент антибиотика Брефельдин A
- Sirobasidium brefeldianum Möller, 1895
- Sordaria brefeldii Zopf, 1883
- Sorosporium brefeldianum G.W.Fisch. & Holton, 1957
- Tilletia brefeldii Vánky, 2004